# Berlin Skylarks
Die Berlin Skylarks sind die Baseball- und Teil der Softball-Abteilung der Turngemeinde in Berlin 1848 e.V. (TiB). Die 1. Mannschaft spielt seit der Saison 2024 in der 2. Baseball-Bundesliga. Andere Herren-, Damen- und Nachwuchsmannschaften des Vereins spielen in diversen Ligen des Baseball- und Softballverband Berlin/Brandenburg.
Seit 2010 spielt der Verein auf den Sportflächen der ehemaligen US-Base am Flughafen Tempelhof. Seit 2019 trägt das Feld den Namen des „Rosinenbombers“ und ehemaligen Kommandanten des Flughafens Gail Halvorsen.

## Geschichte

### 1991–1995
| Jahr | Name         | Liga          | Record | Finale | Titel   | Kommentar      |
| ---- | ------------ | ------------- | ------ | ------ | ------- | -------------- |
| 1991 | TiB Pioneers | Landesliga    | 14 - 3 | 2 - 1  | Meister | Aufstieg       |
| 1992 | TiB Pioneers | Verbandsliga  | 3 - 8  |        |         |                |
| 1993 | TiB Pioneers | Verbandsliga  | 10 - 5 |        |         |                |
| 1994 | TiB Pioneers | Verbandsliga  | 7 - 5  |        | Vize    | Fusion         |
| 1995 | TiB Rangers  | 2. Bundesliga | 0 - 3* |        |         | *Zurückgezogen |

Quellen: 
| Jahr | Name        | Liga          | Record | Finale | Titel   | Kommentar |
| ---- | ----------- | ------------- | ------ | ------ | ------- | --------- |
| 1991 | MSV Rangers | Landesliga    | 15 - 2 | 1 - 2  | Vize    | Aufstieg  |
| 1992 | MSV Rangers | Verbandsliga  | 8 - 5  |        |         |           |
| 1993 | MSV Rangers | Verbandsliga  | 14 - 1 |        | Meister | Aufstieg  |
| 1994 | MSV Rangers | 2. Bundesliga | 13 - 7 |        |         | Fusion    |

Quellen: 

### 1996–2002
| Jahr | Name        | Liga         | Record | Finale | Titel   | Kommentar |
| ---- | ----------- | ------------ | ------ | ------ | ------- | --------- |
| 1996 | TiB Rangers | Bezirksliga  | 7 - 9  |        |         |           |
| 1997 | TiB Rangers | Bezirksliga  | 11 - 3 |        |         | Aufstieg  |
| 1998 | TiB Rangers | Landesliga   | 3 - 11 |        |         |           |
| 1999 | TiB Rangers | Landesliga   | 8 - 7  |        |         |           |
| 2000 | TiB Rangers | Landesliga   | 6 - 6  |        |         |           |
| 2001 | TiB Rangers | Landesliga   | 7 - 0  |        | Meister | Aufstieg  |
| 2002 | TiB Rangers | Verbandsliga | 2 - 11 |        |         | Abstieg   |

Quellen:

### 2003–2011
| Jahr | Name        | Liga         | Record | Finale | Titel   | Kommentar |
| ---- | ----------- | ------------ | ------ | ------ | ------- | --------- |
| 2003 | TiB Rangers | Landesliga   | 2 - 7  |        |         |           |
| 2004 | TiB Rangers | Landesliga   | 7 - 7  |        |         |           |
| 2005 | TiB Rangers | Landesliga   | 8 - 4  |        |         | Aufstieg  |
| 2006 | TiB Rangers | Verbandsliga | 4 - 16 |        |         | Abstieg   |
| 2007 | TiB Rangers | Landesliga   | 12 - 3 |        | Meister | Aufstieg  |
| 2008 | TiB Rangers | Verbandsliga | 13 - 7 | 1 - 2  | Vize    |           |
| 2009 | TiB Rangers | Verbandsliga | 15 - 9 | 2 - 0  | Meister |           |
| 2010 | TiB Rangers | Verbandsliga | 12 - 8 |        |         |           |
| 2011 | TiB Rangers | Verbandsliga | 9 - 11 |        |         |           |

Quellen: 

### 2012–2015
| Jahr | Name        | Liga         | Record  | Finale | Titel   | Kommentar |
| ---- | ----------- | ------------ | ------- | ------ | ------- | --------- |
| 2012 | TiB Rangers | Verbandsliga | 13 - 11 |        |         |           |
| 2013 | TiB Rangers | Verbandsliga | 9 - 5   |        |         |           |
| 2014 | TiB Rangers | Verbandsliga | 20 - 4  | 2 - 0  | Meister | Aufstieg  |
| 2015 | TiB Rangers | Regionalliga | 7 - 17  |        |         | Abstieg   |

Quellen: 

### 2016–2019
| Jahr | Name          | Liga         | Record  | Finale | Titel   | Kommentar |
| ---- | ------------- | ------------ | ------- | ------ | ------- | --------- |
| 2016 | Berlin Braves | Verbandsliga | 16 - 8  | 2 - 0  | Meister |           |
| 2017 | Berlin Braves | Verbandsliga | 15 - 5  | 2 - 3  | Vize    |           |
| 2018 | Berlin Braves | Verbandsliga | 20 - 9  | 0 - 3  | Vize    | Aufstieg  |
| 2019 | Berlin Braves | Verbandsliga | 20 - 13 | 1 - 3  | Vize    | Abstieg   |

Quellen: 

### Seit 2020
| Jahr | Name            | Liga          | Record | Finale | Titel   | Kommentar                        |
| ---- | --------------- | ------------- | ------ | ------ | ------- | -------------------------------- |
| 2020 | Berlin Skylarks | Verbandsliga  | 7 - 5  |        | Vize    | Inoffiziell auf Grund von Corona |
| 2021 | Berlin Skylarks | Verbandsliga  | 14 - 2 |        | Meister | Inoffiziell auf Grund von Corona |
| 2022 | Berlin Skylarks | Verbandsliga  | 17 - 3 | 3 - 2  | Meister |                                  |
| 2023 | Berlin Skylarks | Verbandsliga  | 21 - 3 | 3 - 0  | Meister | Aufstieg                         |
| 2024 | Berlin Skylarks | 2. Bundesliga |        |        |         |                                  |

### All-time Record

#### 1. Mannschaft Baseball
| Liga          | Saisons | Spiele | Record    | Percentage | Finals | Record Finale |
| ------------- | ------- | ------ | --------- | ---------- | ------ | ------------- |
| 2. Bundesliga | 2       | 23     | 13 - 10   | .565       |        |               |
| Regionalliga  | 1       | 24     | 7 - 17    | .292       |        |               |
| Verbandsliga  | 22      | 423    | 269 - 154 | .636       | 9      | 16 - 13       |
| Landesliga    | 10      | 132    | 82 - 50   | .621       | 2      | 3 - 3         |
| Bezirksliga   | 2       | 30     | 18 - 12   | .600       |        |               |
| Gesamt        | 33      | 632    | 389 - 243 | .616       | 11     | 19 - 16       |

#### 1. Mannschaft Softball
| Liga          | Saisons | Spiele | Record    | Percentage | Finals | Record Finale |
| ------------- | ------- | ------ | --------- | ---------- | ------ | ------------- |
| 1. Mannschaft | 19#     | 221#   | 95 - 126# | .430       | 1      | 0 - 2         |

#Keine Statistiken zu den Saisons 1994-1996, 1994 Meister trotz Ligaabbruch

#### Alle Mannschaften
| Liga            | Saisons | Spiele | Record        | Percentage | Finals | Record Finale |
| --------------- | ------- | ------ | ------------- | ---------- | ------ | ------------- |
| 1. Mannschaft   | 33      | 632    | 389 - 243     | .616       | 11     | 19 - 16       |
| Softball        | 19#     | 221#   | 95 - 126#     | .430       | 1      | 0 - 2         |
| 2. Mannschaft   | 19*     | 204*   | 80 - 124*     | .392       | 5      | 1 - 9         |
| 3. Mannschaft   | 11^     | 105^   | 24 - 81^      | .229       |        |               |
| 4. Mannschaft   | 4       | 44     | 16 - 25       | .364       |        |               |
| Junioren        | 3       | 14     | 3 - 11        | .214       |        |               |
| Jugend          | 21°     | 187°   | 46 - 141°     | .246       |        |               |
| Schüler         | 11      | 96     | 44 - 52       | .485       |        |               |
| T-Ball/Tossball | 3       | 21     | 4 - 15 - 2    | .211       |        |               |
| Gesamt          | 33      | 1534   | 701 - 831 - 2 | .458       | 17     | 20 - 27       |

#Keine Statistiken zu den Saisons 1994-1996, 1994 Meister trotz Ligaabbruch
*Keine Statistiken zur Saison 1993, 1994 MSV Rangers zurückgezogen
^Keine Statistiken zur Saison 1995
°Keine Statistiken zur Saison 2017

## Ballpark

### TiB Stadion
Von 1991 bis 2009 spielte der Verein im Fußball- und Leichtathletikstadion auf dem Gelände der TiB.

### Gail S. Halvorsen-Park
Nach der Schließung des Flughafens Tempelhof, konnte die TiB am 3. Oktober 2009 einen Nutzungsvertrag für die Sportflächen der ehemaligen US-Base mit der Stadt Berlin abschließen. Das Baseball- und das Softballfeld wurden vom Verein in Eigenarbeit für den Spielbetrieb hergerichtet und konnten in der Saison 2010 erstmals genutzt werden. Anlässlich des 70-jährigen Jubiläums der Luftbrücke, wurde das Feld 2019 dem „Rosinenbomber“ und ehemaligen Kommandanten des Flughafens Gail Halvorsen gewidmet. Zur Eröffnung erschien Gail Halvorsen persönlich. Das Feld ist auf Grund seiner Begrenzungen bis zur Nutzung in der Verbandsliga zugelassen. Für den überregionalen Spielbetrieb liegt keine Genehmigung vor.
Im November 2023 wurden Pläne des Senats der Stadt Berlin bekannt, die Sportflächen abzureißen, um dort temporäre Flüchtlingsunterkünfte zu bauen. Dagegen regte sich im Umfeld des Vereins Widerstand.